# التهاب الوريد الخثاري السطحي
التهاب الوريد الخثاري السطحي أو الخثار الوريدي السطحي، هو حالة يحدث فيها التهاب وخثار في الأوردة السطحية للجسم. تظهر الأوردة المصابة على شكل حبال خطية أو متفرعة وتترافق بألم واحمرار.
يحدث التهاب الوريد الخثاري السطحي نتيجة الالتهاب أو الخثار أو كليهما، وقد ينجم في حالات قليلة عن الإنتان. يملك المرض سير حميد ويصنف ضمن الاضطرابات المحددة ذاتيًا أو الشافية تلقائيًا. مع ذلك، قد يختلط بالخثار الوريدي العميق والانصمام الرئوي والتهاب الوريد الخثاري السطحي المهاجر المعروف بمتلازمة تروسو.

## العلامات والأعراض
يشخص المرض سريريًا بوجود الألم والجساوة والاحمرار، خاصةً لدى المرضى الذين يملكون عوامل خطر. وقد يرى الطبيب الفاحص حبل مجسوس في معظم الحالات وعقيدي في بعض الأحيان. يشير بقاء الحبل بارزًا عند رفع الطرف إلى وجود خثرة ضمنه.

### مضاعفات
قد يمتد الخثار الوريدي السطحي إلى الأوردة العميقة، وقد ينكس في بعض الحالات.
يشك الطبيب بالتهاب الوريد الخثاري القيحي عند امتداد الاحمرار خارج حواف الوريد المصاب، وفي حال ترافق المرض بحمى شديدة. يجب البدء بالمضادات الحيوية عند الشك بحدوث ذلك مع احتمال اللجوء للتفريغ الجراحي واستئصال الوريد المصاب.
قد يؤدي الالتهاب الوريدي الخثاري السطحي إلى تشكل صمات وريدية. يختلف عدد الأشخاص الذين يعانون من التهاب الوريد الخثاري السطحي والعميق معًا، وتتراوح النسبة ضمن المجال 6- 53%. تحدث الصمة الرئوية في نحو 0- 10 % من حالات التهاب الوريد الخثاري السطحي.

## عوامل الخطر
تتشابه العوامل المؤهبة لالتهاب الوريد الخثاري والتهاب الوريد الخثاري العميق، ويعتبر كلًا منهما عامل مؤهب للآخر. يرتبط التهاب الوريد السطحي في الأطراف السفلية بالعوامل التي ترفع الأهبة للخثار كما في الحالات التالية: اضطرابات التخثر أو انحلال الفبرين وسوء وظيفة الطبقة البطانية والإنتان والركودة الوريدية وإعطاء الأدوية عبر الوريد وتعاطي المخدرات الوريدية.

## العلاج
تستخدم الجوارب الضاغطة في جميع حالات الخثار الوريدي السطحي ضمن الأطراف السفلية إن لم يوجد مضاد استطباب لذلك كالداء الشرياني المحيطي مثلًا. قد يجدها المرضى مفيدة في تخفيف التورم والألم بمجرد تراجع المرحلة الحادة للالتهاب.
تساعد مضادات الالتهاب غير الستيرويدية في تخفيف ألم الالتهاب الوريدي، وقد أثبتت إحدى التجارب العشوائية فعاليتها في تخفيف امتداد الخثار الوريدي السطحي ونكسه.
تستخدم مضادات التخثر لدى المرضى الذين يعانون من الخثار السطحي ضمن الأطراف السفلية، والمعرضين لخطر الخثار السطحي؛ أي عندما يبلغ طول الجزء المصاب أكثر أو يساوي 5 سم أو في حال قرب الوريد المصاب من الجملة الوريدية العميقة أو في حال إيجابية مشعرات الخطر الطبية. 
يقلل العلاج بالفوندابارينوكس من خطر الإصابة بالخثرات الوريدية اللاحقة.
لا تجرى الجراحة إلى في حال امتد الخثار ليصبح على بعد 1 سم من الوصل الصافني الفخذي لدى المرضى غير الملتزمين بالعلاج بمضادات التخثر أو في حال فشل العلاج بمضادات التخثر ولدى المرضى الذين يعانون من آلام شديدة. يرتفع معدل الصمات الخثرية عند العلاج الجراحي بربط الوصل الصافني الفخذي أو استئصال الأوردة السطحية المصابة مقارنةً بالعلاج المحافظ باستخدام مضادات التخثر.